# Карлайл (окръг, Кентъки)
Окръг Карлайл (на английски: Carlisle County) е окръг в щата Кентъки, Съединени американски щати. Площта му е 515 km², а населението - 5351 души (2000). Административен център е град Бардуел.